# Anteropora leelongi
Anteropora leelongi is een lintworm (Platyhelminthes; Cestoda). De worm is tweeslachtig. De soort leeft als parasiet in andere dieren.
Het geslacht Anteropora, waarin de lintworm wordt geplaatst, wordt tot de familie Anteroporidae gerekend. De wetenschappelijke naam van de soort werd voor het eerst geldig gepubliceerd in 2005 door Jensen.